# Katsuyoshi Kuwahara
Katsuyoshi Kuwahara (jap. 桑原勝義 Kuwahara Katsuyoshi; ur. 30 maja 1944) – były japoński piłkarz, reprezentant kraju.

## Kariera klubowa
Jako piłkarz grał w takim klubie jak Nagoya Mutual Bank.

## Kariera reprezentacyjna
W reprezentacji Japonii zadebiutował w 1965. W sumie w reprezentacji wystąpił w 2 spotkaniach.

## Statystyki
| Reprezentacja Japonii | Reprezentacja Japonii | Reprezentacja Japonii |
| Rok                   | Mecze                 | Gole                  |
| --------------------- | --------------------- | --------------------- |
| 1965                  | 2                     | 0                     |
| Razem                 | 2                     | 0                     |